# 蒙特内罗-瓦尔科基亚拉
蒙特内罗-瓦尔科基亚拉（義大利語：Montenero Val Cocchiara），是意大利伊塞尔尼亚省的一个市镇。总面积21平方公里，人口573人，人口密度27.3人/平方公里（2009年）。ISTAT代码为094029。